# 西安広播電視台
西安広播電視台（せいあんでんしだい、簡体字：西安广播电視台）は、西安市が運営する市営テレビ局である。日本語では『西安テレビ局』と呼ばれる。

## 概要
2003年3月18日、西安テレビ局・西安第二テレビ局・西安ケーブルテレビ局の統合に合併により新しく西安電視台が開局した。